# Acide nucléique
 (octobre 2019).
Si vous disposez d'ouvrages ou d'articles de référence ou si vous connaissez des sites web de qualité traitant du thème abordé ici, merci de compléter l'article en donnant les références utiles à sa vérifiabilité et en les liant à la section « Notes et références ».
Un acide nucléique (désoxyribonucléique ou ribonucléique) est un assemblage de micro molécules, un polymère, dont l’unité de base, ou monomère, est un nucléotide et dont les nucléotides sont reliés entre eux par des liaisons phosphodiesters.
Ces acides nucléiques sont d'une importance fondamentale chez tous les êtres vivants, en étant le support de leur information génétique.

## Types d'acide nucléique
Il existe deux types d’acides nucléiques : l'acide désoxyribonucléique (ADN) et l'acide ribonucléique (ARN) :
- l'ADN est le support de l’information génétique. Il contient le génome, tout ce qui est nécessaire à la formation des protéines, mais ne peut sortir du noyau ;
- l'ARN joue plusieurs rôles: il peut être le messager qui copie l'information génétique de l'ADN, il peut aussi jouer un rôle catalytique, ce qui est lié à sa capacité à former des structures complexes. Il est exporté du noyau par les pores nucléaires pour fournir l'information et permettre la synthèse des protéines par les ribosomes.

## Histoire
L'acide nucléique a été découvert pour la première fois par Friedrich Miescher en 1869 à l'université de Tübingen, en Allemagne. Il a découvert une nouvelle substance, qu'il a appelée nucléine et qui, pourrait être considérée aujourd'hui soit comme un complexe acide nucléique-histone, soit comme l'acide nucléique proprement dit. Phoebus Levene, biochimiste américain, a déterminé la structure des acides nucléiques,,. Au début des années 1880, Albrecht Kossel a purifié la substance de l'acide nucléique et a découvert ses propriétés hautement acides. Plus tard, il a également identifié les bases azotées.
En 1889, Richard Altmann crée le terme d'acide nucléique - à l'époque, l'ADN et l'ARN n'étaient pas différenciés.
En 1938, William Astbury et Florence Bell publient le premier diagramme de diffraction des rayons X de l'ADN.
En 1944, l'expérience de Avery, MacLeod et McCarty a montré que l'ADN est le support de l'information génétique et, en 1953, James Watson et Francis Crick ont proposé la structure en double hélice de l'ADN en s'appuyant sur les travaux de  Rosalind Franklin.
Les études expérimentales sur les acides nucléiques constituent une part importante de la recherche biologique et médicale moderne, et sont à la base des sciences génomiques et médico-légales, ainsi que des industries biotechnologiques et pharmaceutiques,,.

## Propriétés physiques
Les acides nucléiques absorbent à 260 nm du fait de l'aromaticité des bases azotées.
On peut donc utiliser le rapport des absorbances à 260 et 280 nm A260/280 pour évaluer la contamination de protéines dans une solution d'acides nucléiques. La pureté de la solution est jugée satisfaisante lorsque ce rapport est de 1,8 à 2,0 pour l'ADN et de 2,0 à 2,2 pour l'ARN.
Le rapport A260/230 peut quant à lui être utilisé pour évaluer présence d'autres contaminants tels que l'EDTA, l'urée, les polyholosides, le phénol, et l'isothiocyanate de guanidinium. Celui-ci indique une pureté satisfaisante lorsqu'il est compris entre 2,0 et 2,2.

## Localisation
On trouve des acides nucléiques (ADN et ARN) dans les cellules de presque chaque organisme. Toute cellule eucaryote ou procaryote, soit les cellules animales, les cellules végétales, les bactéries, les mycètes (ou champignons) et même les mitochondries et les chloroplastes contiennent les deux types d’acide nucléique. Toutefois, les virus peuvent contenir de l’ADN ou de l’ARN, mais jamais les deux en même temps.
Chez les eucaryotes, l’ADN se trouve dans le noyau cellulaire, dans la matrice des mitochondries et dans le stroma des plastes. Il s’associe à des protéines comme des histones (sauf pour l'ADN mitochondrial → non associé a des histones). Cet agencement d’ADN et de protéines forme la chromatine que l’on retrouve sous forme de chromosomes linéaires chez les eucaryotes (bien visibles durant la mitose) et sous forme de chromosome circulaire unique chez les procaryotes.
Pour sa part, l’ARN se trouve dans le noyau et dans le cytosol.

## Structure et composition

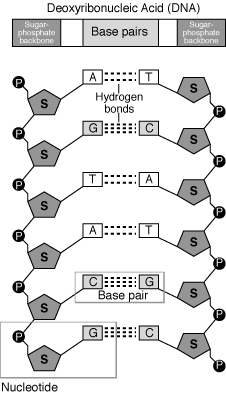
Structure schématique d'une molécule d'ADN, en bas à gauche un nucléotide

L'ARN est souvent en un seul brin alors que l'ADN est constitué par l'enroulement de deux chaînes pour former une double hélice = deux brins.
Les acides nucléiques sont constitués d'un enchaînement de nucléotides reliés par des liaisons phosphodiesters. Les nucléotides se composent toujours de trois éléments fondamentaux :
- un sucre (ose à 5 carbones ou pentose) ;
- un groupe phosphate (acide phosphorique) ;
- une base nucléique, ou base azotée.

Le tableau ci-dessous compare l'ARN à l'ADN selon leur structure et leur composition :
|                                                           | ARN                                                                 | ADN                                                                                 |
| --------------------------------------------------------- | ------------------------------------------------------------------- | ----------------------------------------------------------------------------------- |
| Nombre de chaînes polynucléotidiques de l'acide nucléique | 1                                                                   | 2                                                                                   |
| Forme de l'acide nucléique                                | Un brin                                                             | Deux brins enroulés en hélice                                                       |
| Nucléotide formant l'acide nucléique                      | Ribonucléotides : AMP, GMP, CMP, UMP                                | Désoxyribonucléotides : dAMP, dGMP, dCMP, TMP                                       |
| Nucléoside formant le nucléotide                          | Ribonucléosides : adénosine, guanosine, cytidine, uridine           | Désoxyribonucléosides : désoxyadénosine, désoxyguanosine, désoxycytidine, thymidine |
| Pentose formant le nucléoside                             | Ribose                                                              | Désoxyribose                                                                        |
| Bases nucléiques formant le nucléoside                    | Puriques (adénine et guanine) et pyrimidiques (cytosine et uracile) | Puriques (adénine et guanine) et pyrimidiques (cytosine et thymine)                 |

## Liaisons
On trouve différents types de liaisons dans les acides nucléiques : les liaisons fortes permettent la stabilité de la molécule, tandis que les liaisons faibles assurent la flexibilité nécessaire aux processus cellulaires comme la réplication, la transcription ou la traduction.

### Liaisons phosphodiester
Dans les acides nucléiques, les différents nucléotides sont placés bout à bout et liés les uns aux autres par des liens 5’- 3’ (prononcé 5 prime – 3 prime) phosphodiester (PO4) : ces chiffres donnent le sens de la liaison : 5' - Nucléotide 1 - PO4 - Nucléotide 2 - PO4 - ... - 3'.
Le phosphate se lie au carbone 3 du sucre du premier nucléotide et au carbone 5 du sucre du nucléotide suivant ; tout ceci par l'intermédiaire de deux liaisons ester. Les liaisons phosphodiester sont des liaisons covalentes. Le phosphate est donc le lien entre chaque sucre.

### Liaisons covalentes
Les bases nucléiques sont attachées sur le carbone 1' des sucres par des liaisons covalentes.
Les sucres du squelette sont reliés par des liaisons phosphodiester. Ce sont des liaisons ester covalentes entre une fonction alcool du sucre (5'-OH ou 3'-OH) et l'acide phosphorique.

### Création du squelette
L’alternance des phosphates et des sucres produit le squelette de l’acide nucléique sur lequel s’attachent les bases nucléiques. Le polymère formé se nomme un brin et a l’allure schématique d’une « corde ».
Le squelette est une partie relativement rigide puisqu'il est composé de liaisons covalentes, des liens chimiques très forts.

### Liaisons hydrogène
Dans le cas de l’ADN, les deux brins sont disposés de telle sorte que toutes les bases nucléiques se retrouvent au centre de la structure. Cette structure dite en double hélice est maintenue par des liaisons hydrogène qui se forment entre les bases nucléiques complémentaires, des liaisons faibles que la cellule peut aisément défaire.
- L'adénine s’associe toujours avec la thymine (dans l'ADN) ou l’uracile (dans l'ARN) à l’aide de deux liens hydrogène.
- La guanine s’associe toujours avec la cytosine à l’aide de trois liens hydrogène.

### Création de la structure hélicoïdale

Structure 3D de la molécule d'ADN

Les deux brins (plus souvent retrouvés dans l'ADN, rares dans l'ARN) prennent la forme d'une double hélice (structure hélicoïdale). Cette structure souple est idéale pour permettre aux protéines telles les polymérases, les primases et les ligases, de dupliquer l'ADN.

## Rôles
Ensemble, l’ADN et l’ARN jouent un rôle déterminant : ils sont le support de l’information génétique.

### Rôle de l'ADN
L’ADN est le support de l’information génétique et détermine l'identité biologique de l’organisme (plante, grenouille ou humain).
La préservation de cette information génétique se fait grâce à une duplication des molécules d'ADN avant la mitose (création de deux cellules filles identiques).

### Rôle de l'ARN
L’ARN possède de nombreux rôles. Il existe différents types d’ARN et chacun d’entre eux joue un rôle spécifique.
L'ARN messager (ARNm)Il est le produit de la maturation de l'ARN pré-messager (ARNpm), qui lui est le produit de la transcription opérée sur l’ADN. La maturation des ARNpm consiste en différentes modifications de la séquence telles que l'édition ou l'épissage. L'épissage de l'ARNpm consiste à enlever les introns et à relier les exons les uns à la suite des autres. Cette chaîne d'exons constitue alors l'ARN messager « produit final ». Contrairement à l'ARN prémessager, l'ARN messager quitte le noyau et est ultimement traduit en peptide dans le cytosol ou encore dans le réticulum endoplasmique. L'ARNm est le « plan de construction » d’une protéine. Il n'y a pas d'épissage chez les Procaryotes où l'ARN produit par la transcription est directement l'ARNm (en effet ces organismes ne possèdent pas de noyau et les ribosomes se fixent sur la molécule d'ARN pendant qu'elle est synthétisée). Dans le cas des eucaryotes. L'ARN prémessager nucléaire peut aussi être appelé ARN nucléaire hétérogène (ARNnh) car il se retrouve strictement dans le noyau et est composé d'introns et d'exons.
L'ARN de transfert (ARNt)Il est impliqué lors de la traduction de l’ARN messager en peptide. Il est chargé d’apporter les bons acides aminés en décryptant le langage que constituent les codons et à les traduire en séquence d'acides aminés. Un codon est constitué de trois nucléotides adjacents. Un codon correspond à un seul acide aminé, mais un même acide aminé peut être spécifié par différents codons.
Voir code génétique au sujet de l'association des acides aminés aux codons.
L'ARN ribosomique (ARNr)Il constitue le ribosome après maturation et association à des protéines. Les ribosomes sont des usines de fabrication de protéines. Le ribosome s’associe à l’ARN messager et « lit » les codons qui s'y retrouvent. Il gère ensuite l’entrée et la sortie des ARN de transfert qui transportent les acides aminés. S’ensuit la naissance d’un peptide qui sera éventuellement, après plusieurs étapes de maturation et d’assemblage, transformé en protéine.
Les microARN (miARN)Découverts en 1993 par Victor Ambros chez le ver Caenorhabditis elegans, ils possèdent une structure simple brin et sont longs de 19 à 25 nucléotides. Ils jouent un rôle dans le métabolisme cellulaire en empêchant la traduction de certains ARN messager en peptides. En se liant à des ARN messagers dont ils sont partiellement complémentaires, les microARN entraînent le blocage de la traduction de l'ARNm par les ribosomes.
Les miARN peuvent réguler l'expression de plusieurs gènes (peut-être une centaine pour certains d'entre eux).
Les petits ARN interférents (pARNi)Ce sont de petits ARN de 21-22 nucléotides parfaitement complémentaires à leurs ARNm cibles. Contrairement aux miRNA, les petits ARN interférents ne sont pas codés par le génome de la cellule hôte mais plutôt apportés par un éventuel envahisseur tel que les virus. De plus, ils possèdent une structure en double brin, et leur action consiste à dégrader les ARNm. Elle s'effectue en collaboration avec des protéines appelées RISC (RNA Induced Silencing Complex). Ces dernières se fixent sur le brin antisens (complémentaire au brin codant) du petit ARN interférent, le brin sens est abandonné, et le complexe (RISC + ARN simple brin antisens) ainsi formé peut reconnaître le fragment d'ARNm correspondant et le détruire, empêchant ainsi l'expression du gène associé.
Les petits ARN interférents sont plus spécifiques que les microARN : ils sont conçus pour reconnaître un seul gène.
Ces ARN courts sont devenus un outil très utilisé en biologie moléculaire pour éteindre un à un les gènes dont on souhaite déterminer le rôle métabolique. Leur spécificité d'action fait des petits ARN interférents une voie très étudiée dans la lutte contre le cancer et les maladies virales.
Petit ARN nucléaire, Petit ARN nucléolaire, scaRNA (small cajal bodies RNA)Ce sont de courtes chaînes de ribonucléotides (qui se retrouve exclusivement dans le noyau et plus précisément dans des compartiments du noyau comme le nucléole pr les snoRNA et les corps de Cajal pour les scaRNA. Ces ARN non codants s'associent à des protéines pour former des complexes nommés petites ribonucléoprotéines nucléaires (pRNPn), essentiels lors du processus d'épissage des ARN prémessagers et lors du processus de maturation des ARNr et ARNtm

## Acides nucléiques dans les virus
Les cellules eucaryotes et procaryotes possèdent à la fois de l’ADN et de l’ARN. À l'inverse chez les virus, il n’y a qu’un seul type d'acide nucléique : soit de l’ADN soit de l’ARN, qui peuvent être monocaténaire ou bicaténaire.
On sépare les virus en plusieurs classes, selon la forme sous laquelle est présenté leur matériel génétique. Par exemple le génome du VIH est sous forme d'ARN.

## Absorptions des ultraviolets
| molécule  | Potassium phosphate | Sodium hydroxide | Hydrochloric acid |
| --------- | ------------------- | ---------------- | ----------------- |
| cystosine | 249-266 nm          | 249-271 nm       | 238-274 nm        |
| uracyl    | 228-259 nm          | 242-284 nm       | 228-258 nm        |
| cytidine  | 250-270 nm          | 250-271 nm       | 241-279 nm        |